# Davekjauratj (Arjeplogs socken, 737823-156746)
Davekjauratj är en sjö i Arjeplogs kommun i Lappland och ingår i Piteälvens huvudavrinningsområde. Davekjauratj ligger i Hornavan-Sädvajaure fjällurskog Natura 2000-område.